# Bernhard Dessau

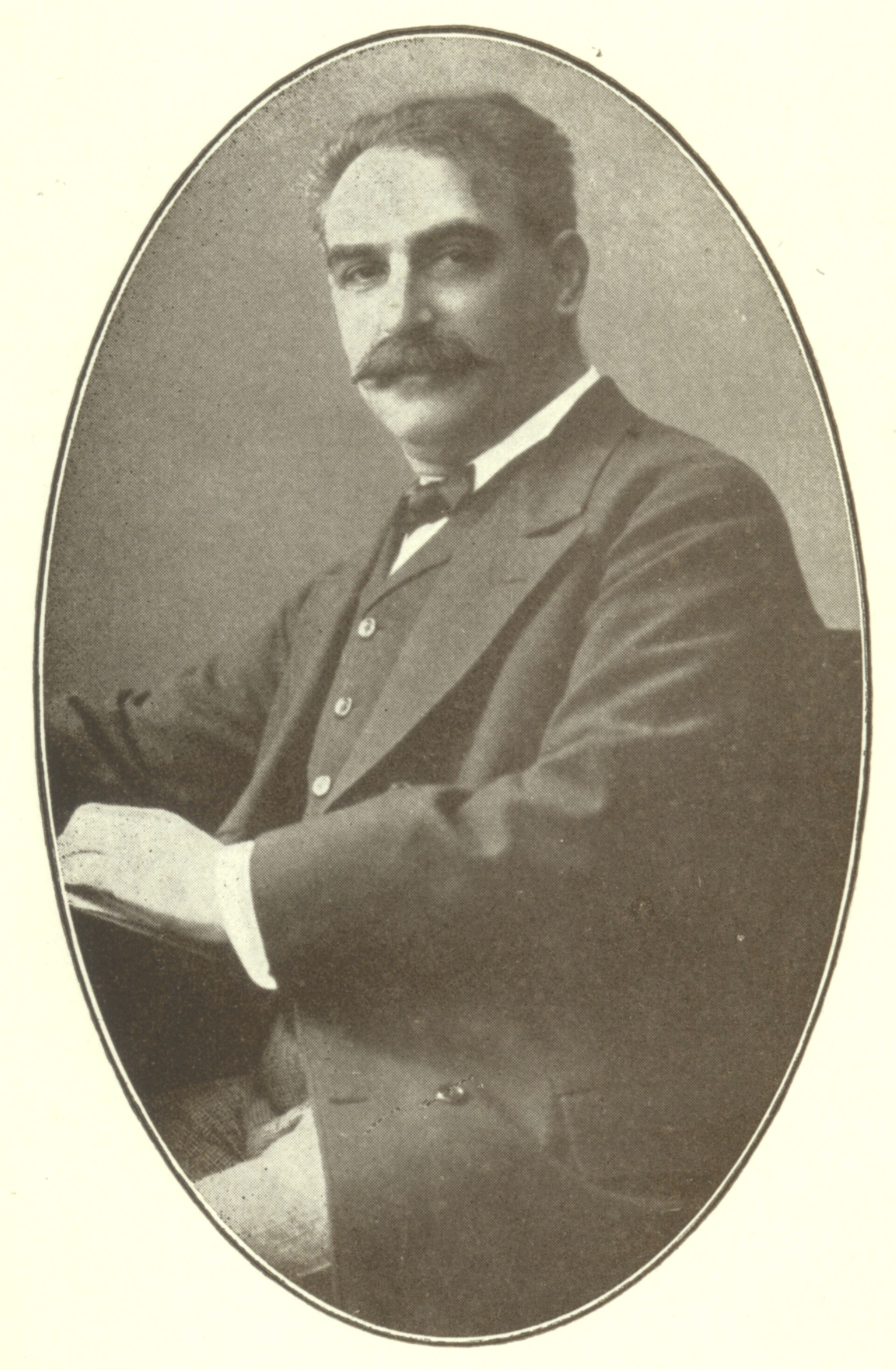
Professor Bernhard Dessau 1917

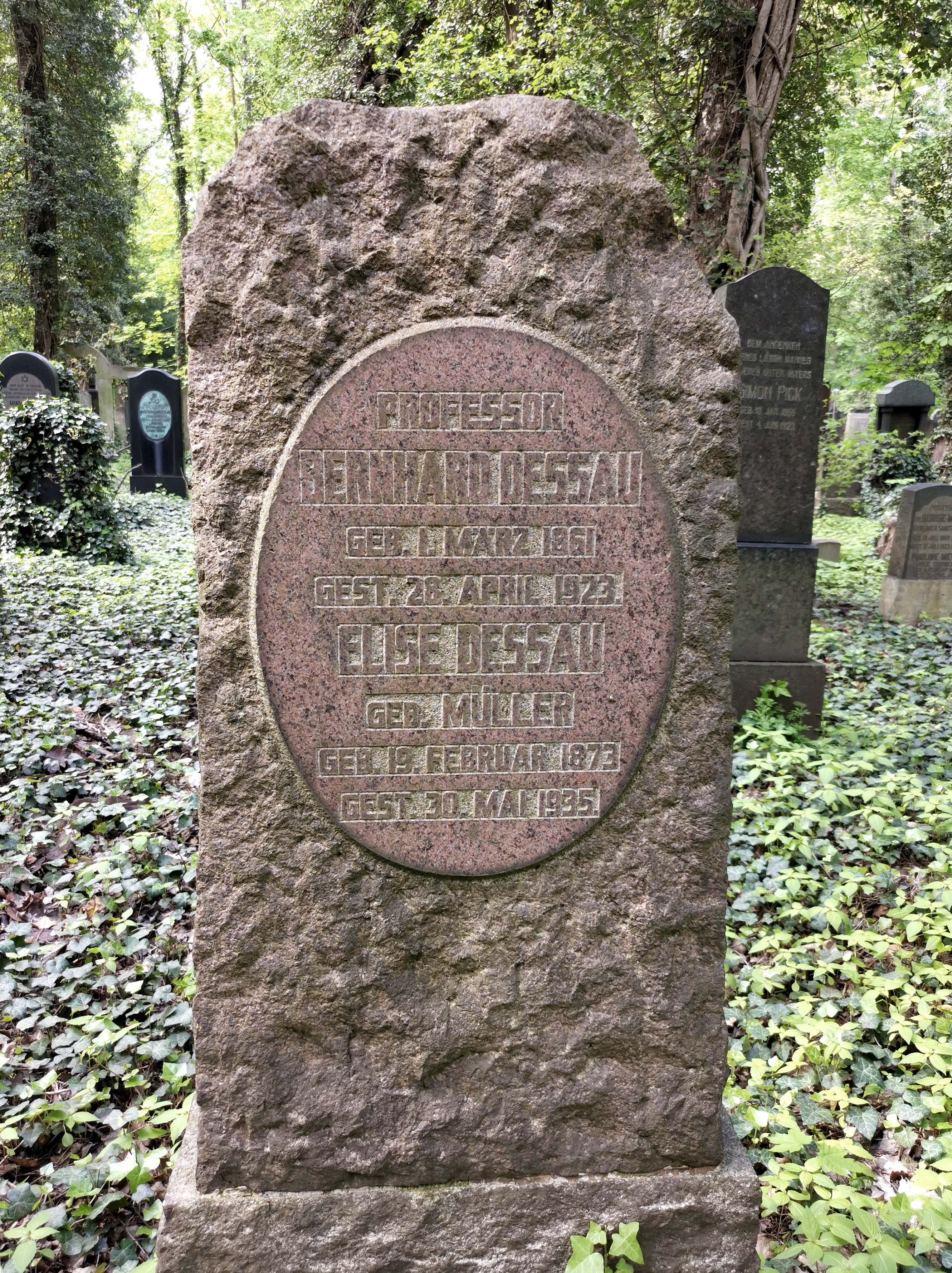
Grab auf dem Jüdischen Friedhof Berlin-Weißensee, Feld B 4

Bernhard Berend Moses Dessau (Pseudonym: B. Dessoux; * 1. März 1861 in Hamburg; † 28. April 1923 in Berlin-Charlottenburg) war ein deutscher Geiger und Komponist.

## Leben
Bernhard Dessau war Sohn des Chasans Moses Berend Dessau (1821–1881) und seiner Frau Eva geb. Müller (1825–1877) und hatte sechs Geschwister. Sein jüngster Bruder war der Zigarrenfabrikant Sally Dessau (1849–1923).
Bernhard Dessau studierte Violine unter Henry Schradieck in Hamburg und Leipzig sowie unter Joseph Joachim und Henryk Wieniawski in Berlin.
Dessau arbeitete als Konzertmeister in Görlitz, Königsberg, Brünn, Prag, Rotterdam und anderen Städten. Von 1898 bis 1918 war er Konzertmeister der Königlichen Kapelle, dem Orchester der Berliner Hofoper. 
Dessau lehrte von 1898 bis 1904 am Stern’schen Konservatorium und wurde 1906 Professor. Dessau trat auch als Solist auf und war von 1913 bis 1918  zusammen mit Moritz Mayer-Mahr und Heinrich Grünfeld Mitglied der bekannten Berliner Trio-Vereinigung. Der Schülerin Marlene Dietrich gab er Geigen- und Klavierunterricht. Er besaß eine Geige von Nicola Gagliano aus dem Jahr 1738. Seine erste Geige hatte er 1900 seinem Neffen Paul Dessau geschenkt. Jean Paul Ertel widmete 1912 sein Streichquartett Hebraikon (auf hebräische Themen) Bernhard Dessau.
Dessau komponierte zahlreiche Stücke für Violine, insbesondere ein Konzert im alten Stil op. 55.
Dessau heiratete 1885 die Schauspielerin Therese Leeder (1857–1941). 1898 heiratete er in zweiter Ehe Elise Sophie Müller (1873–1935), mit der er die Töchter Gertrud (1899–1976) und Lotte (1902–1983) hatte. Beide Töchter emigrierten nach Hitlers Machtergreifung mit ihren Ehemännern nach England.